# Atyria mnemosyne
Atyria mnemosyne är en fjärilsart som beskrevs av Louis Beethoven Prout 1916. Atyria mnemosyne ingår i släktet Atyria och familjen mätare. Inga underarter finns listade i Catalogue of Life.